# 辻健治
辻 健治（つじ けんじ、1949年 - ）は、日本の農林水産技官。林野庁長官や、独立行政法人農林漁業信用基金副理事長、日本林業土木株式会社代表取締役社長を務めた。瑞宝重光章受章。

## 人物・経歴
農家出身。物理を落として1年間の留年をしたのち、1972年九州大学農学部林学科卒業（林政学研究室）、農林省入省。営林署長や、熊本営林局総務部長等を経て、1998年林野庁指導部治山課長。林野庁国有林野部経営企画課長を経て、2001年林野庁九州森林管理局長。2003年林野庁国有林野部長。林野庁次長を経て、2007年林野庁長官。退官後、2011年まで独立行政法人農林漁業信用基金副理事長を務め、2012年には日本林業土木代表取締役社長に就任。2019年秋の勲章で瑞宝重光章受章。

## 経歴
- 1972年 農林省入省
- 林野庁指導部計画課森林計画官
- 三戸営林署長
- 林野庁指導部計画課長補佐
- 1991年8月 指導部造林保全課長補佐
- 1993年4月 帯広営林支局業務部長
- 1995年8月 熊本営林局総務部長
- 林野庁業務部経営企画課企画官
- 1998年 林野庁指導部治山課長
- 林野庁国有林野部経営企画課長
- 2001年 九州森林管理局長
- 林野庁森林整備部長
- 2003年 林野庁国有林野部長
- 林野庁次長
- 2007年 林野庁長官
- 2008年 辞職